# Vic Silayan
Victor Payumo (Vic) Silayan, född 31 januari 1929 i Manila, död 30 augusti 1987, var en filippinsk skådespelare. Han vann FAMAS Award för bästa biroll för filmen Karnal 1983, och nominerades till FAMAS-priser ytterligare åtta gånger.
Han var far till Chat Silayan.